# Bewerteter Schalldruckpegel
Ein bewerteter Schalldruckpegel wird in der akustischen Messtechnik verwendet, um auf Grundlage des Schalldruckpegels als physikalischer Größe eine Größe zu erhalten, die der auditiven Wahrnehmung des Menschen angenähert ist.
Der bewertete Schalldruckpegel ist weder eine physiologische noch eine physikalische Messgröße. Unter der Berücksichtigung gewisser Eigenschaften des menschlichen Gehörs beruht er in objektiv festgelegter und reproduzierbarer Weise auf der physikalischen Größe Schalldruckpegel.

Subjektive auditive Wahrnehmung des Menschen

Um die Eigenschaften des menschlichen Ohres in der Messung besser abbilden zu können, wurde auf Grundlage des Schalldruckpegels der bewertete Schalldruckpegel eingeführt. Dazu wird der Schalldruckpegel bestimmt und anschließend unter Zuhilfenahme eines Filters (meist A-Filter) einem frequenzabhängigen Korrekturwert unterzogen. Damit sollen Pegel in Frequenzen, die vom Ohr deutlicher wahrgenommen werden, stärker in die Bewertung einfließen: Insbesondere in niedrigen Frequenzbereichen kann das menschliche Ohr leisere Töne nur schlecht, unterhalb von etwa 16 Hz gar nicht wahrnehmen (Infraschall). Im oberen Frequenzbereich werden Töne ab 5.000 Hz schlechter und ab maximal 20.000 Hz gar nicht hörbar; man spricht vom Ultraschall. Nebenstehende Abbildung verdeutlicht, dass Menschen Töne mit einer Frequenz von etwa 4.000 Hz am besten hören können; teilweise werden sogar Schalldruckpegel von −10 dB noch wahrgenommen. Der bewertete Schalldruckpegel mit dem Formelzeichen {\displaystyle L_{A}} wird ebenfalls in Dezibel angegeben; zur Unterscheidung von bewertetem und unbewertetem Schalldruckpegel wird dann das Einheitenzeichen dB(A) (sprich: „Dezibel A“) verwendet.
Es werden Frequenzbewertungskurven und Zeitbewertungskurven unterschieden.
Bewertete Pegelwerte werden durch Indizes am Zeichen der Messgröße gekennzeichnet, z. B.: LpAF = 60 dB.
In der Praxis wird häufig eine Klammerangabe nach dem Pegelmaß in dB verwendet, zum Beispiel:  LAF = 60 dB(A), LpC,peak = 135 dB(C).